# Djamboutou Gounna
Pour les articles homonymes, voir Djamboutou.
Djamboutou Gounna  est un village du Cameroun situé dans le département de la Bénoué et la Région du Nord. Il fait de la commune de Lagdo.

## Population
Lors du recensement de 2005, 1500 habitants y ont été dénombrés.